# 蜀河镇
蜀河镇，是中华人民共和国陕西省安康市旬阳市下辖的一个行政建制镇。
2011年，陕西省人民政府调整全省乡镇，兰滩乡并入。时兰滩乡管辖兰滩村、龙池村、祝家村、龙潭村。

## 行政区划
蜀河镇下辖以下地区：
蜀河社区、高桥村、傅家湾村、七家洼村、吕关村、观堂沟村、郅家湾村、三官村、寨坡村、黄场村、施家沟村、曼湾村、文家山村、大东沟村、罗家坡村、小山岔村、沙沟村、渡口村、兰滩村、龙池村、祝家村和龙潭村。